# Hogzilla
Hogzilla (Kofferwort aus hog ‚Schwein‘ und Godzilla) war ein wilder Eber, der am 17. Juni 2004 von Chris Griffin auf der Farm von Ken Holyoak in Alapaha in Georgia geschossen wurde. Es wurde behauptet, dass er ein Gewicht von  etwa 450 Kilogramm hatte und etwa 3,60 Meter lang war.
Anfang 2005 wurde der Kadaver des Tieres von Wissenschaftlern im Auftrag der National Geographic exhumiert. Sie veröffentlichten im März 2005 die Ergebnisse ihrer Untersuchung. Demnach handelt es sich bei dem Tier um einen Hybriden zwischen einem Hausschwein und einem Wildschwein. Sie schätzten sein Gewicht zum Todeszeitpunkt auf etwa 360 Kilogramm bei einer Länge von etwa 2,25 bis 2,40 Meter. Die Stoßzähne des Tieres waren etwa 46 und 41 Zentimeter lang und stellten damit eine neue Rekordlänge für Nordamerika auf.

## Riesenschweine
In bestimmten Regionen ihres Verbreitungsgebiets – vor allem in Osteuropa – können Wildschweine sehr groß werden. Die beiden ungarischen Adligen Prinz St. Imre und Nikolaus Zrinski sollen sogar von einem Schwein dieser Größe getötet worden sein, allerdings ist die Annahme eines Mordes heute wahrscheinlicher. 
Hogzilla war der Sohn zum einen eines domestizierten und damit für eine große Fleischmasse gezüchteten Schweines und zum anderen eines Wildschweines, wobei letzteres wahrscheinlich der Vater war. Außerdem stellten die Wissenschaftler der National Geographic die Theorie auf, dass sich das Schwein vor allem durch proteinreiches Fischfutter ernährt hat, welches es in einer nahe gelegenen Fischfarm stahl.

## Streit mit National Geographic
Der Farmer Ken Holyoak, auf dessen Farm das Tier erlegt wurde, zweifelte in der Folge der Veröffentlichung die Angaben von National Geographic an. Er selbst hatte Hogzilla gewogen und behauptet, das Schwein wäre mit 450 Kilogramm deutlich schwerer und auch deutlich länger gewesen als das, was die Wissenschaftler angaben. Dabei stellte er vor allem heraus, dass das Fleisch ja bereits teilweise verwest und atrophiert gewesen sei. Nancy Donnelly, die Autorin des National-Geographic-Artikels, stellt allerdings dar, dass diese Verwesungsprozesse bei der Untersuchung berücksichtigt wurden.

## Alapaha
Seit der Entdeckung und Veröffentlichung des Hogzilla geriet die Kleinstadt Alapaha, etwa 180 Meilen von Atlanta entfernt, in das öffentliche Interesse und zog Besucherscharen an, die von der Story angelockt wurden. Die Stadt selbst hat die Geschichte bereits in ihre Kultur integriert, indem sie ein eigenes Herbstfestival für den Eber veranstaltet. Zu dem Festival gehört eine Parade, die Wahl einer Hogzilla-Prinzessin mit pinkem Outfit sowie eine überdimensionale Nachbildung des Ebers.